# Arcen

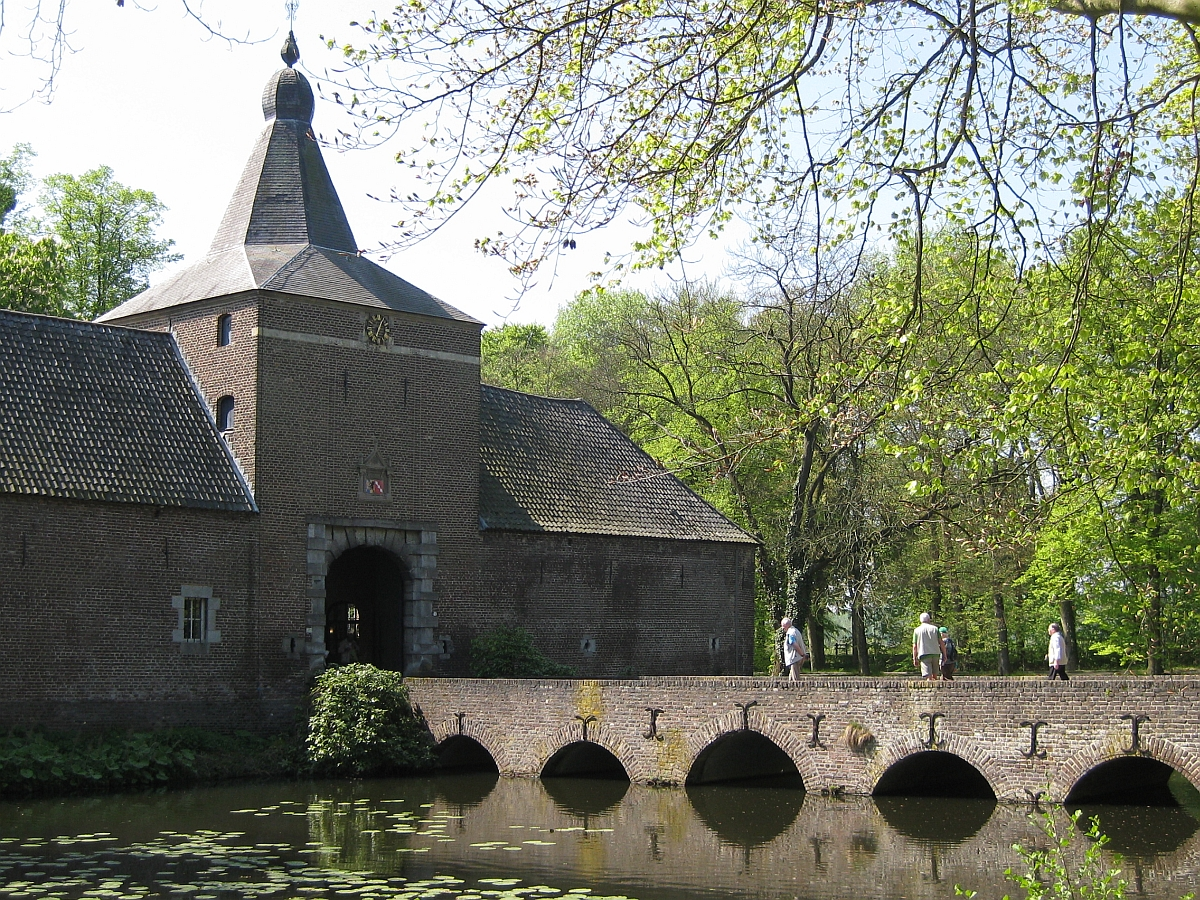
Il Castello di Arcen

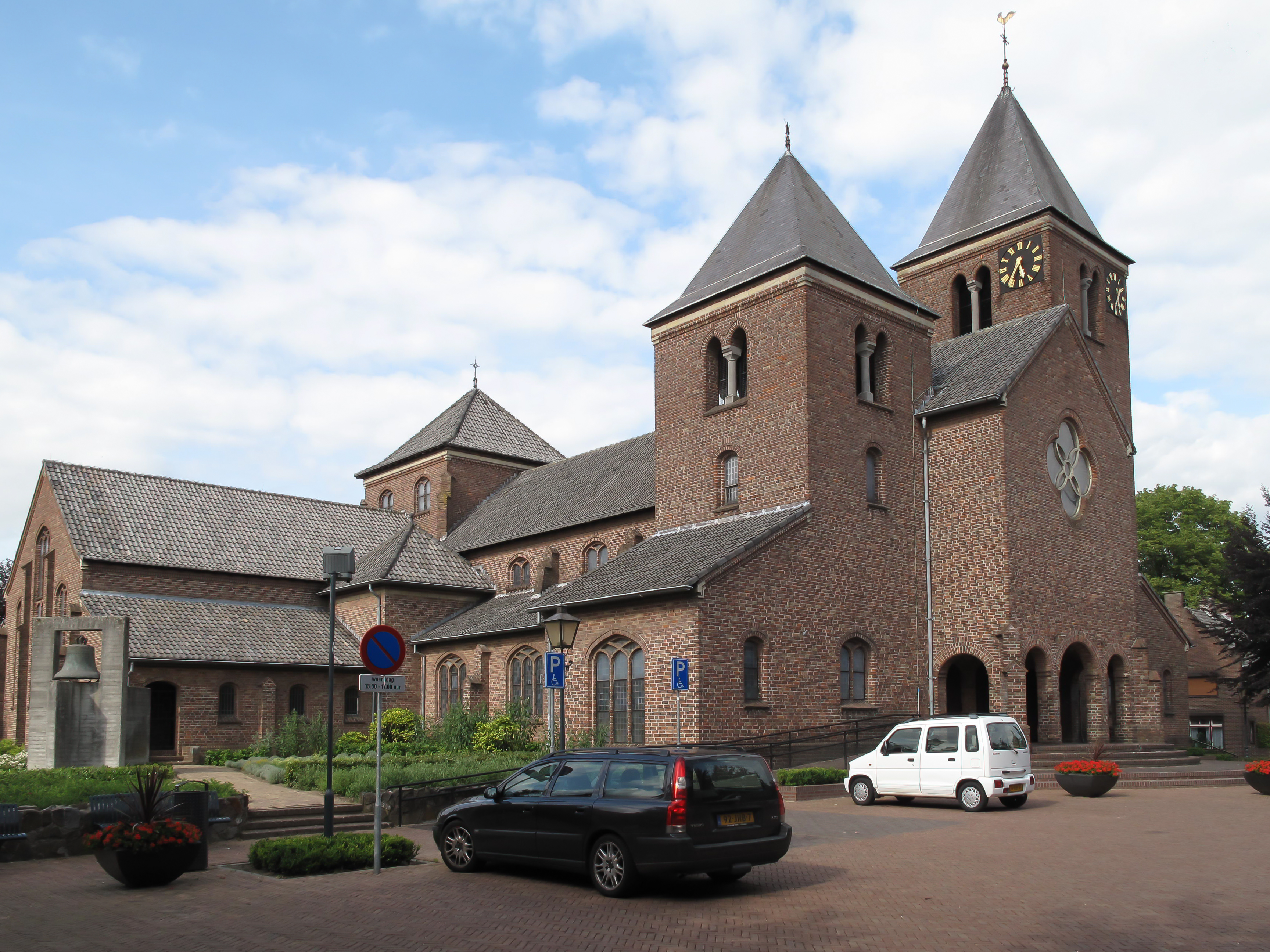
Chiesa di Arcen

Arcen (in limburghese: Árse; 2.000 ab. ca.) è una località della provincia del Limburgo, nel sud-est dei Paesi Bassi, situata lungo il corso del fiume Mosa, al confine con il Land tedesco della Renania Settentrionale-Vestfalia. Dal punto di vista amministrativo si tratta di una frazione dell'ex-comune di Arcen en Velden, dal 2009 incorporato nella municipalità di Venlo (distretto di Noord-Limburg).

## Etimologia
L'etimologia del toponimo Arcen, attestato come Arsnan (inizio XII secolo), Arsen (seconda metà del XIII secolo), Aersen (metà del XIV secolo), Arsen (seconda metà del XIV secolo), Arcen (inizio XVI secolo), Aarcen e Aertsen, è incerta. Si è ipotizzato un legame con il termine latino arx, "arco", oppure con il termine anglosassone aersc, "terreno agricolo".

## Geografia fisica

### Collocazione
Arcen si trova a circa 13 km a nord del centro di Venlo e a circa 50 km ad ovest della città tedesca di Duisburg.

## Società

### Evoluzione demografica
Al censimento del 2009, Arcen contava una popolazione pari 2.080 abitanti, di cui 1.010 donne e 1.070 uomini.

## Architettura
Arcen ha le caratteristiche di cittadina fortificata. Ne sono testimonianza le mura e i resti di una torre, la Schanstoren.

### Edifici d'interesse

#### Castello
L'edificio principale di Arcen è il Castello, costruito intorno al 1885 in luogo di preesistente edificio andato distrutto nel 1646.
Degni di nota sono i giardini (kasteeltuinen), che comprendono, tra l'altro, un giardino orientale, un roseto un giardino delle piante da ombra, un bosco di conifere, un campo da golf, ecc.
|  |  |

#### Thermaalbad Arcen
Ad Arcen, sorge anche uno stabilimento termale, il Thermaalbad Arcen, dove scorrono acque ricche di minerali che sgorgano a 900 metri sottoterra.

#### Wijmarsche Watermolen
Risalente al XVII secolo, è il Wijmarsche Watermolen, un mulino ad acqua che ora ospita la Branderij de IJsvogel.
|  |

## Economia
Prodotti tipici locali sono l'asparago, la birra di Arcen e una speciale bevanda prodotta dalla Branderij de IJsvogel.